# Багговут, Иван Карлович
Ива́н Ка́рлович Баггову́т (12 апреля 1862 — 9 февраля 1933, Канны, Франция) — русский генерал от артиллерии, командир 42-го армейского корпуса.

## Биография
Происходил из старинного дворянского рода. Родился 12 апреля 1862 года — сын Гатчинского коменданта генерала от инфантерии Карла Федоровича Багговута и Марии Ивановны Павловой. Старшие братья — Владимир (1859—1910), отставной гвардейский офицер, и Александр (1861 — после 1921), государственный деятель, Полтавский губернатор.
Окончил Пажеский корпус (1884) по 1-му разряду, был произведен из фельдфебелей в подпоручики в 1-й конно-артиллерийской батареи с прикомандированием к лейб-гвардии Конно-артиллерийской бригаде.
Чины: поручик (1889), штабс-капитан (1895), капитан (1897), полковник (1900), генерал-майор (за отличие, 1907), генерал-лейтенант (за отличие, 1913).
В течение четырёх лет командовал батареей лейб-гвардии Конно-артиллерийской бригады, затем три года — дивизионом.
Впоследствии командовал 37-й (1907—1909) и 2-й гвардейской (1909—1910) артиллерийскими бригадами. В 1910—1913 годах был начальником артиллерии Войска Донского. Затем служил инспектором артиллерии 1-го армейского корпуса (1913—1914).
19 июля 1914 года был назначен начальником 74-й пехотной дивизии, с которой вступил в Первую мировую войну. C 19 декабря состоял генералом для поручений при командующем 3-й армией. 27 июня 1915 был назначен инспектором артиллерии 42-го армейского корпуса, а в 1917 году исполнял должность командира корпуса. В мае 1917 вышел в отставку с производством в генералы от артиллерии.
Участвовал в Белом движении в составе ВСЮР, также служил в Донской армии, где был переименован в генералы от кавалерии.
После поражения Белых армий эмигрировал в Латвию, затем во Францию. Писал мемуарные очерки, сотрудничал в «Артиллерийском журнале».
Скончался в 1933 году в Каннах.

## Награды
- Орден Святой Анны 3-й ст. (1896);
- Орден Святой Анны 2-й ст. (1902);
- Орден Святого Владимира 4-й ст. (1906);
- Орден Святого Станислава 1-й ст. (1913);
- Орден Святой Анны 1-й ст. с мечами (1916);
- Высочайшее благоволение (ВП 03.04.1916).

## Брак
Женился 26 апреля 1895 года на дворянке Любови Владимировне Висковатовой (22.12.1862 — 10.11.1946), внучке Александра Васильевича Висковатова – эмигрировала в Германию, где и умерла.